# Zonosaurus ornatus
Zonosaurus ornatus är en ödleart som beskrevs av den brittiske zoologen John Edward Gray 1831. Zonosaurus ornatus ingår i släktet Zonosaurus, och familjen sköldödlor. IUCN kategoriserar arten globalt som livskraftig. Inga underarter finns listade.

## Utbredning
Zonosaurus ornatus förekommer endemiskt på Madagaskar, där den har sin största utbredning på den östra delen av ön.